# 筑陽村
筑陽村（ちくようむら）は、福岡県浮羽郡にあった村。現在の久留米市の一部。

## 地理
筑後川の左岸と巨瀬川の右岸に挟まれた地に位置していた。

## 歴史

### 沿革
- 1951年（昭和26年）4月1日 - 浮羽郡川会村、柴刈村が合併して筑陽村が発足[1][2]。
- 1954年（昭和29年）12月1日 - 浮羽郡田主丸町、水分村、水縄村、竹野村、船越村（一部）と合併し田主丸町が存続して廃止された[1][2]